# Чемпіонат Швеції з хокею 1929
 Чемпіонат Швеції з хокею: 1929 — 8-й сезон турніру з хокею з шайбою, який проводився за кубковою системою. 
Переможцем змагань став клуб ІК «Йота» (Стокгольм).

## Турнір

### Кваліфікація
- Нака СК - ІФК Стокгольм 5:4
- Лідінге ІФ - ІФ «Моде» (Стокгольм) 3:1
- УоІФ «Маттеуспойкарна» (Стокгольм) - ІФ «Ліннеа» (Стокгольм) 2:1

### Чвертьфінал
- ІК «Йота» (Стокгольм) - «Юргорден» ІФ (Стокгольм) 0:0 / 1:0
- Нака СК - Лідінге ІФ 4:3
- Седертельє СК - «Карлбергс» БК (Стокгольм) 3:1
- «Гаммарбю» ІФ (Стокгольм) - УоІФ «Маттеуспойкарна» (Стокгольм) 7:1

### Півфінал
- ІК «Йота» (Стокгольм) - Нака СК 4:1
- Седертельє СК - «Гаммарбю» ІФ (Стокгольм) 5:0

### Фінал
- ІК «Йота» (Стокгольм) - Седертельє СК 2:1